# Histoire de la civilisation grecque
L'Histoire de la civilisation grecque (Griechische Kulturgeschichte) est un cours de l'historien Jacob Burckhardt. Il fut publié en quatre tomes après sa mort par son neveu, Jacob Oeri, de 1898 à 1902.